# مقاصد الشريعة الإسلامية
مقاصد الشريعة أو مقاصد الشرع أو المقاصد الشرعية في علم أصول الفقه هي ما قصده الشرع من الضروريات والحاجيات والتحسينات.

## مقاصد الشريعة
المقاصد في اللغة: جمع مقصد، مشتق من الفعل قصد يقصد قصداً، والقصد لهُ عدة معانِ منها استقامة الطريق، والاعتماد.
يراد بمقاصد الشريعة: الحِكَم التي مِنْ أجل تحقيقها ولإبرازها في الوجود خَلَقَ اللّٰه تعالى الخَلْق، وبعث الرسل، وأنزل الشرائع وكلّف العُقلاء بالعمل أو التَرْك، كما يُراد بها: مصالحُ المكلّفين العاجلة والآجلة الّتي شُرعت الأحكام مِن أجلِ تحقيقها.
المقاصد اصطلاحاً: في أصول الفقه له معنيان:
1. مقاصد المكلف وتبنى عليه قاعدة فقهية هي: (الأمور بمقاصدها).
2. مقاصد الشارع أو مقاصد الشريعة والمقاصد الشرعية كلها عبارات تستعمل بمعنى واحد، ويمكن حصر المراد منها بالآتي:
  1. نفي الضرر ورفعهِ وقطعهِ.
  2. الكليات الشرعية الخمس:
    1. حفظ الدين
    2. وحفظ النفس
    3. وحفظ العقل
    4. وحفظ النسل (العرض)
    5. وحفظ المال.

  3. العلل الجزئية للأحكام الفقهية.
  4. مطلق المصلحة سواء أكانت هذه المصلحة جلباً لمنفعة أم درء لمفسدة.

وقد أثر فيه الكثير من العلماء القدماء والمحدثين من أمثال الإمام الجويني في كتابيه البرهان والورقات وتابعه في ذلك تلميذه الغزالي في كتابه المستصفى في علم الأصول والامام الشاطبي رحمه الله تعالى ومن المحدثين الشيخ الطاهر بن عاشور وعلال الفاسي وأحمد الريسوني.

## مقاصد الشريعة الإسلامية في القرآن الكريم
إن النصوص القرآنية الدالة على تعليل أفعاله تعالى وأحكامه كثيرة، ولو كانت الأحكام غير معللة لكانت لهواً وعبثاً، وهو منزه عن ذلك عز وجل، يقول تعالى: ﴿وَمَا خَلَقْنَا السَّمَاء وَالْأَرْضَ وَمَا بَيْنَهُمَا لَاعِبِينَ﴾ (16) سورة الأنبياء، والقرآن يشير إلى المقاصد بالصيغ الآتية:
- إما -بالنص على أنه من مقاصد الشريعة كذا... بلفظ الإرادة، كما في قول الله:﴿يُرِيدُ اللّهُ بِكُمُ الْيُسْرَ وَلاَ يُرِيدُ بِكُمُ الْعُسْرَ وَلِتُكْمِلُواْ الْعِدَّةَ وَلِتُكَبِّرُواْ اللّهَ عَلَى مَا هَدَاكُمْ وَلَعَلَّكُمْ تَشْكُرُونَ﴾البقرة 185 .قال الإمام الطبري:«يريد الله بكم –أيها المؤمنون- التخفيف عليكم لِعِلمِه بمشقة ذلك عليكم في هذه الأحوال».[2]
- صيغة من صيغ التعليل، وهي كثيرة منها: كي، لام التعليل، باء السببية فمثال«كي» قوله تعالى: ﴿لِكَيْلا تَأْسَوْا عَلَى مَا فَاتَكُمْ وَلا تَفْرَحُوا بِمَا آتَاكُمْ وَاللَّهُ لا يُحِبُّ كُلَّ مُخْتَالٍ فَخُور﴾ الحديد23.

ومثال «باء» السببية قوله تعالى: ﴿فَبِظُلْمٍ مِّنَ الَّذِينَ هَادُواْ حَرَّمْنَا عَلَيْهِمْ طَيِّبَاتٍ أُحِلَّتْ لَهُمْ وَبِصَدِّهِمْ عَن سَبِيلِ اللّهِ كَثِيراً﴾ النساء 160 .قال القرطبي عن هذه الآية:«وقُدِّم الظلم على التحريم إذ هو الغرض الذي قُصِدَ إلى الإخبار عنه بأنه سبب التحريم» 
ومثال «لام» التعليل قول الله: ﴿إِنَّا أَنزَلْنَا إِلَيْكَ الْكِتَابَ بِالْحَقِّ لِتَحْكُمَ بَيْنَ النَّاسِ بِمَا أَرَاكَ اللّهُ وَلاَ تَكُن لِّلْخَآئِنِينَ خَصِيماً﴾ النساء 105 . فعلة إنزال الكتاب هو الحكم بين الناس بشرع الله.
- صيغ أخرى كأن يصف الله نفسه بالحكمة والرحمة، أو حين يبين تعالى فوائد المأمورات وعواقب المنهيات.

## المقاصد في السنة
المعلوم أن علوم الشريعة لم تكن موجودة في العصور الأولى كعلوم نظرية، وإنما اعتُني بها تطبيقاً، لذا فإن النبي هو الذي وضع اللبنة الأولى للمقاصد الإسلامية من خلال سيرته العطرة، وهذا ما نجده ملموساً في أقوله وأفعاله. وهذه بعض الأحاديث الدالة على ذلك:
- حديث سعد بن أبي وقاص حين قال:«يا رسول الله إن لي مالا كثيرا وليس يرثني إلا ابنتي أفأوصي بمالي كله؟» قال:«لا» قلت:«فثلثي مالي؟» قال:«لا قلت فالشطر؟» قال:«لا» قلت:«فالثلث؟» قال:«الثلث والثلث كثير إنك أن تذر ورثتك أغنياء خير من أن تذرهم عالة يتكففون الناس» [4]
- عَنْ عَائِشَةَ أن الرسول قال للصحابة في شأن صلاة التراويح:«... ولم يمنعني من الخروج إليكم إلا أنني خشيت أن تفرض عليكم»[5] قال ابن حجر:«...خشى من مواظبتهم عليها أن يضعفوا عنها فيعصي من تركها بترك اتباعه» [6]
- ومن ذلك عدم قتاله للمنافقين، حين أراد عمر أن يقتل عبد الله بن أبي سلول فقال له:«دعه لا يتحدث الناس أنه كان يقتل أصحابه».[7]
- دون أن ننسى الحديث الجليل عن ابن عباس أن رسول الله قال:«لا ضرر ولا ضرار» وهو يدل على مقصد من مقاصد الشريعة وهو رفع الضرر بالنفس والإضرار بالغير.[8]

وما هذه إلا نماذج فقط وإلا فإن السنة ملأى بالمقاصد إن لم نقل بأن كلها مقاصد.ولا يسع المقام أن نذكرها كلها.
وخلاصة الأمر أن النبي قد استعمل المقاصد وراعاها وهذا من مقتضى الرسالة.

## المؤلفات العامة في المقاصد
- الموافقات في أصول الفقه للإمام الشاطبي
- قواعد الأحكام في مصالح الأنام: عز الدين بن عبد السلام.
- مقاصد الشريعة الإسلامية: محمد طاهر بن عاشور.
- مقاصد الشريعة الإسلامية ومكارمها: علال الفاسي.
- نظرية المقاصد عند الإمام الشاطبي: أحمد الريسوني
- ضوابط المصلحة في الشريعة الإسلامية: محمد سعيد رمضان البوطي.
- مقاصد الشريعة لنور الدين الخادمي
- القنية شرح نظم الفائق أبو عبد الرحمن اللأخضر الأخضري
- نظرية المصلحة في الفقه الإسلامي: حسين حامد حسان.
- الشاطبي ومقاصد الشريعة: حمادي العبيدي.
- الاجتهاد المقاصدي «حجيته ضوابطه مجالاته»: لنور الدين مختار الخادمي.
- المقاصد العامة للشريعة الإسلامية: يوسف حامد العالم.
- المقاصد وعلاقتها بالأدلة الشرعية: محمد سعد اليوبي.
- قواعد الوسائل في الشريعة الإسلامية: مصطفى بن كرامة الله مخدوم.
- المختصر الوجيز في مقاصد الشريعة: عوض بن محمد القرني

## المؤلفات المتخصصة في المقاصد
1. المقاصد الشرعية للعقوبات في الإسلام لأحمد محمد الجمل وقد انشيء مؤخرا مركز لدراسة مقاصد الشريعة في لندن وهو مركز متخصص تابع لدار الفرقان للتراث التي يملكها ويشرف عليها الدكتور أحمد زكي يماني.
2. الفائق في المقاصد الشرعية للدكتور أبو عبد الرحمن اللأخضر الأخضري.
3. القنية شرح نظم الفائق أبو عبد الرحمن اللأخضر الأخضري.

## حفظ الدين
الدين: هو مجموع العقائد والعبادات والأحكام التي شرعها الله سبحانه وتعالى لتنظيم علاقة الناس بربهم وعلاقات بعضهم ببعض..حيث قصد الشارع بتلك الأحكام إقامة الدين وتثبيته في النفوس..وذلك باتباع أحكام شرعها.. واجتناب أفعال أو أقوال نهى عنها..والحفاظ على الدين

## حفظ النفس
وقد شرع الإسلام لإيجادها وبقاء النوع على الوجه الأكمل الزواج والتناسل.. كما أوجب لحمايتها تناول ما يقيها من ضروري الطعام والشراب واللباس والسكن.. وأوجب دفع الضرر عنها ففرض القصاص والدية..وحرم القتل بغير حق وكل ما يلقي بها إلى التهلكة.

## حفظ العقل
وأوجب الشارع سبحانه الحفاظ على العقل فحرم كل مسكر وعاقب من يتناوله.و ما يذهب العقل

## حفظ النسل
حفظ النسل شرع لإيجاده الزواج؛ للتوالد والتناسل، وشرع لحفظه وحمايته حد الزنا وحد القذف.
حفظ النسل قال الله تعالى: ﴿وَمِنْ آيَاتِهِ أَنْ خَلَقَ لَكُمْ مِنْ أَنْفُسِكُمْ أَزْوَاجًا لِتَسْكُنُوا إِلَيْهَا وَجَعَلَ بَيْنَكُمْ مَوَدَّةً وَرَحْمَةً إِنَّ فِي ذَلِكَ لَآيَاتٍ لِقَوْمٍ يَتَفَكَّرُونَ ۝٢١﴾ سورة الروم:21

## حفظ المال
وأوجب للحفاظ على المال السعي في طلب الرزق وأباح المعاملات والمبادلات والتجارة..وللحفاظ عليه حرم السرقة والغش والخيانة وأكل أموال الناس بالباطل وعاقب على ذلك.
وعدم تبذير الاموال

## وصلات خارجية
- مدخل إلى مقاصد الشريعة الإسلامية، الراية، 9 مايو 2006
- بيان مقاصد الشريعة الاسلامية (الكليات الخمس)
- مدخل إلى مقاصد الشريعة الإسلامية
- الكليات الخمس